# Irma (Włochy)
Irma – miejscowość i gmina we Włoszech, w regionie Lombardia, w prowincji Brescia.
Według danych na rok 2004 gminę zamieszkuje 139 osób, 34,8 os./km².